# Saphir (Kernreaktor)

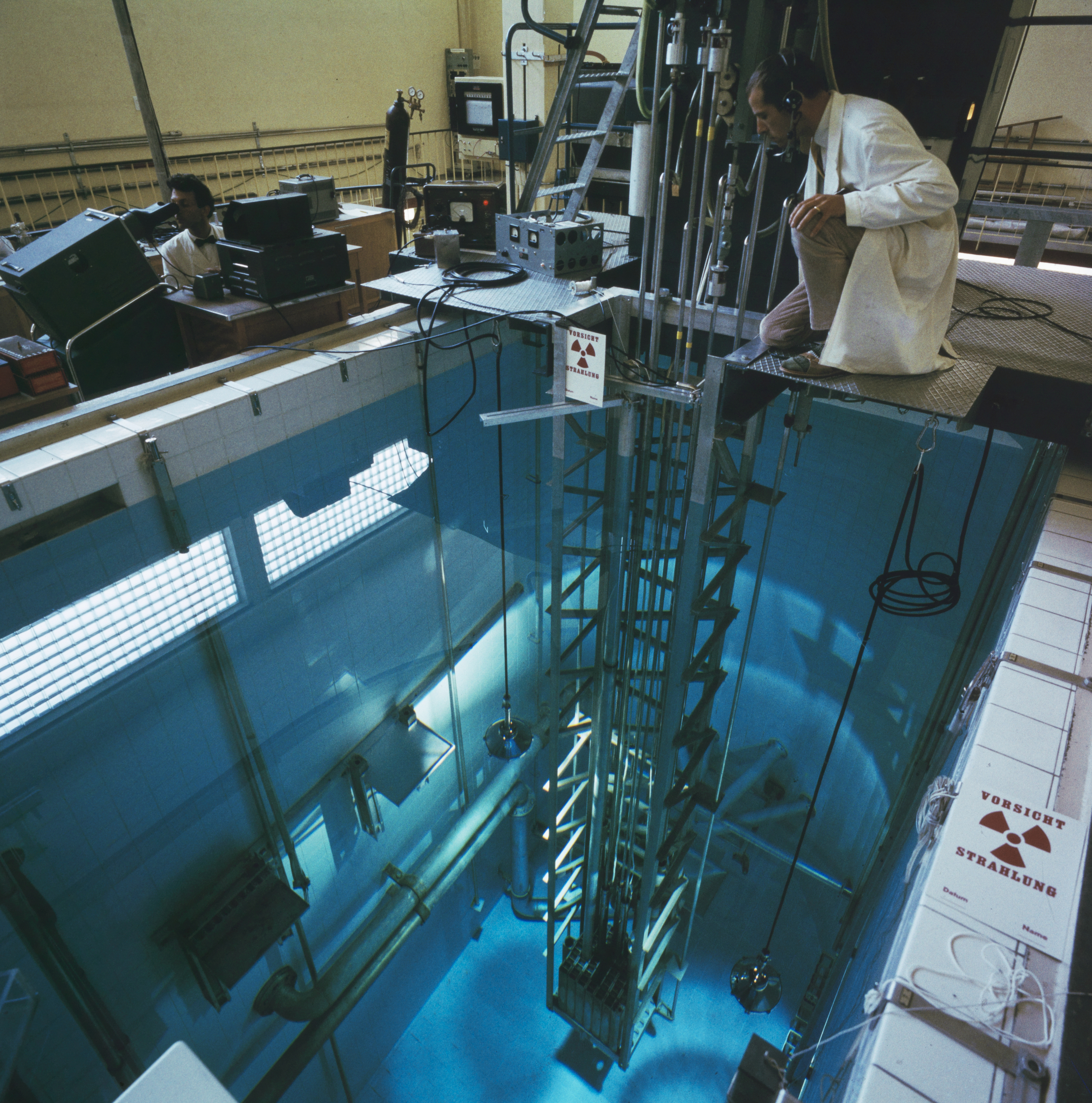
Blick in den Reaktor, 1960

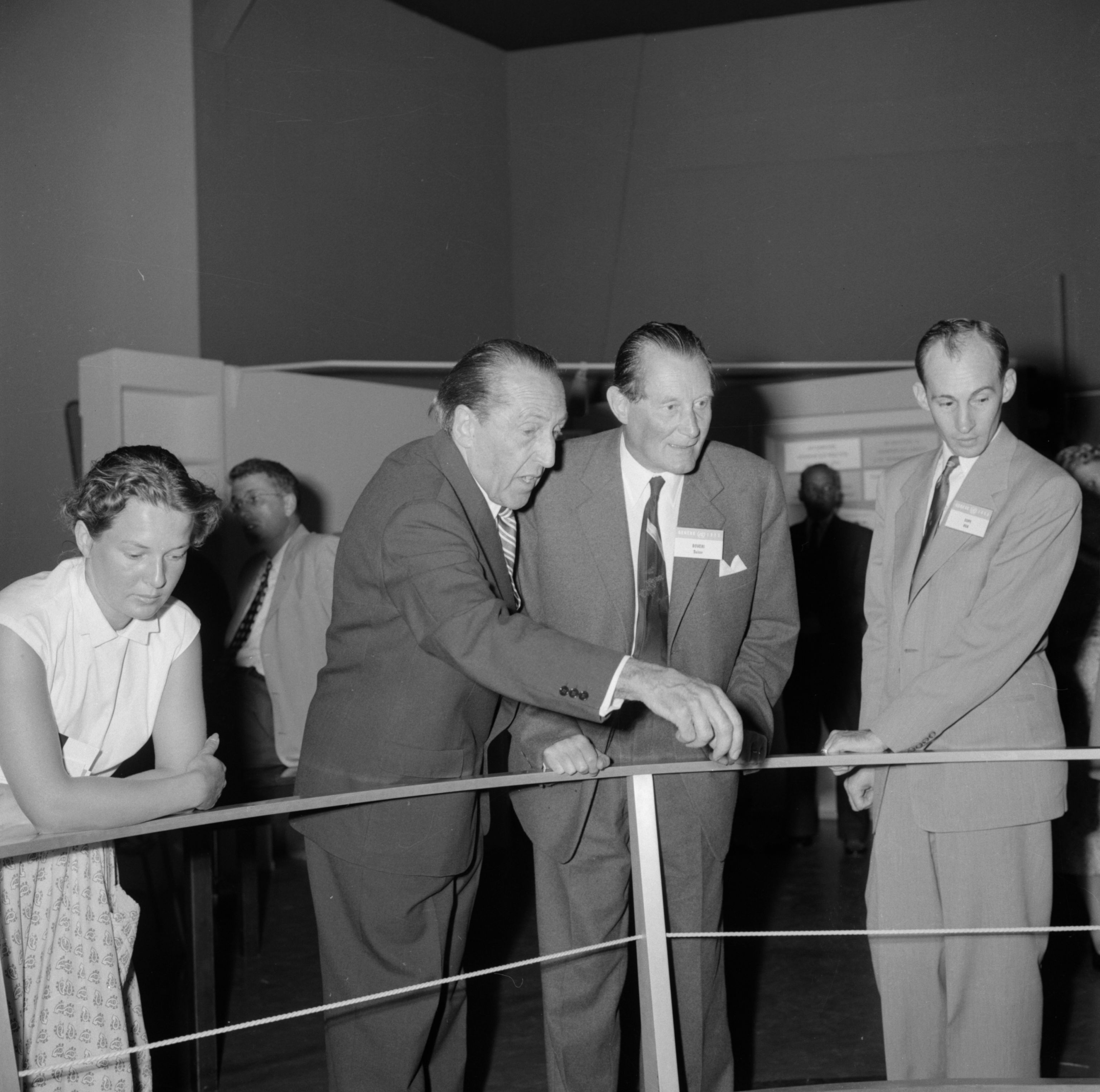
Paul Scherrer und Walter Boveri 1955 beim Reaktor in Genf

Saphir hiess der erste Kernreaktor, der in der Schweiz im Jahr 1957 am Standort Würenlingen in Betrieb genommen wurde. Aufgrund seiner Konzeption – die Brennelemente tauchten in ein simples Wasserbecken ein – wurde dieser Leichtwasserreaktor auch Schwimmbadreaktor genannt.
Saphir war ein Forschungsreaktor sehr geringer thermischer Leistung, der nach dem Betrieb auf der "Atoms for Peace"-Konferenz zur Kerntechnik im Jahr 1955 in Genf käuflich von den USA übernommen werden konnte. Finanziert wurde der Reaktor durch die unter der Leitung von Walter E. Boveri stehende privatwirtschaftliche Reaktor AG, nachdem er dem formalen Käufer, der Eidgenossenschaft, abgekauft worden war. Eine treibende Kraft hinter diesem Kauf war Paul Scherrer gewesen. Boveri war der Sohn von Walter Boveri und Verwaltungsrat der BBC sowie Bankier.
Der Reaktor wurde gleichzeitig mit der Aufnahme von Schweizer Forschungstätigkeiten im Bereich Kernenergie angeschafft, erst drei Jahre später wurde am gleichen Standort formell das Eidgenössische Institut für Reaktorforschung gegründet. Ebenfalls 1960 wurde der zweite Schweizer Reaktor, der Forschungsreaktor Diorit mit Dual-Use-Eigenschaften, in Betrieb genommen.
1994 wurde Saphir ausser Betrieb genommen, im Jahr 2000 wurde das Gesuch für den Abbruch behandelt. Saphir wurde bis auf das noch stehende Reaktorgebäude zurückgebaut.